# La bambina dimenticata dal tempo
La bambina dimenticata dal tempo (Bog Child) è un romanzo di Siobhan Dowd pubblicato postumo nel 2008.

## Premi e riconoscimenti
La bambina dimenticata dal tempo è stato scelto come uno dei "Libri migliori del 2008" su Amazon.com. Nel 2008, è stato candidato per il Guardian Award. Nel 2009 è stato vincitore della Carnegie Medal.